# Orthocladius viator
Orthocladius viator är en tvåvingeart som först beskrevs av Jean-Jacques Kieffer 1916.  Orthocladius viator ingår i släktet Orthocladius och familjen fjädermyggor.
Artens utbredningsområde är Sverige. Inga underarter finns listade i Catalogue of Life.